# Хоакін дель Ольмо
Хоакін дель Ольмо (ісп. Joaquín del Olmo, нар. 20 квітня 1969, Тампіко) — мексиканський футболіст, півзахисник. Згодом — тренер.

## Клубна кар'єра
У дорослому футболі дебютував 1988 року виступами за команду клубу «Тампіко Мадеро», в якій провів два сезони, взявши участь у 52 матчах чемпіонату.
Протягом 1990–1994 років захищав кольори команди клубу «Веракрус».
Своєю грою за останню команду привернув увагу представників тренерського штабу клубу «Америка», до складу якого приєднався 1994 року. Відіграв за команду з Мехіко наступні два сезони своєї ігрової кар'єри.
Згодом з 1997 по 2003 рік грав у складі команд клубів «Вітесс», «Некакса», «УАНЛ Тигрес», «Пуебла» та «Хагуарес Чьяпас».
2003 року перейшов до клубу «УНАМ Пумас», за який відіграв 2 сезони. Більшість часу, проведеного у складі «УНАМ Пумас», був основним гравцем команди. Завершив професійну кар'єру футболіста виступами за команду «УНАМ Пумас» у 2005 році.

## Виступи за збірну
1993 року дебютував в офіційних матчах у складі національної збірної Мексики. Протягом кар'єри у національній команді, яка тривала 8 років, провів у формі головної команди країни 51 матч, забивши 3 голи.
У складі збірної був учасником чемпіонату світу 1994 року у США та двох розіграшів Золотого кубка КОНКАКАФ — 1993 року та 1996 року. На обох цих континентальних футбольних форумах виборював разом з командою титул континентального чемпіона.
Також брав участь у розіграші Кубка Америки 1995 року в Уругваї, а також розіграші Кубка короля Фахда 1995 року у Саудівській Аравії, де мексиканці посіли третє місце.

## Тренерська кар'єра
Завершивши виступи на футбольному полі, перейшов на тренерську роботу. Протягом декількох років набував досвіду на позиціях помічника головного тренера у мексиканських нижчолігових командах. 2009 року розпочав самостійну тренерську роботу, очоливши нижчолігову команду «Коррекамінос». Того ж року перейшов на аналогічну позицію в клубі «Веракрус».
Протягом 2010–2012 був головним тренером команди клубу «Тіхуана».
2012 року очолив команду «УНАМ Пумас», в якій пропрацював декілька місяців, здобувши лише три перемоги в 11 матчах внутрішніх турнірів.

## Титули і досягнення
- Переможець Золотого кубка КОНКАКАФ: 1993, 1996